# Pallacanestro Varese 2002-2003
Questa voce raccoglie le informazioni riguardanti la Pallacanestro Varese nelle competizioni ufficiali della stagione 2002-2003.

## Stagione
La stagione 2002-2003 della Pallacanestro Varese sponsorizzata Metis, è la 55ª nel massimo campionato italiano di pallacanestro, la Serie A.
All'inizio della nuova stagione la Lega Basket decise di modificare il regolamento riguardo al numero di giocatori extracomunitari consentiti per ogni squadra che così passò a quattro, con anche la reintroduzione della distinzione tra giocatori comunitari ed extracomunitari.

## Roster
Aggiornato al 21 dicembre 2021.
| Metis Varese 2002-03 | Metis Varese 2002-03 |
| Giocatori            | Staff tecnico        |
| -------------------- | -------------------- |

| N. | Naz.                                       | Ruolo | Nome                     | Anno | Alt.   | Peso   |  |
| -- | ------------------------------------------ | ----- | ------------------------ | ---- | ------ | ------ |  |
| 4  | Austria (bandiera)                         | P     | Saša Knežević            | 1981 | 180 cm | 68 kg  |  |
| 5  | Stati Uniti (bandiera)                     | PG    | Rusty LaRue              | 1973 | 191 cm | 84 kg  |  |
| 6  | Slovenia (bandiera)                        | GA    | Boris Gorenc             | 1973 | 198 cm | 96 kg  |  |
| 7  | Italia (bandiera)                          | AC    | Paolo Conti              | 1969 | 208 cm | 101 kg |  |
| 8  | Italia (bandiera)                          | A     | Francesco Vescovi (C)    | 1964 | 200 cm | 100 kg |  |
| 9  | Stati Uniti (bandiera) · Italia (bandiera) | P     | Ryan McCormack           | 1979 | 178 cm | 80 kg  |  |
| 10 | Italia (bandiera)                          | AG    | Marco Allegretti         | 1981 | 204 cm | 102 kg |  |
| 11 | Italia (bandiera)                          | G     | Andrea Meneghin          | 1974 | 200 cm | 98 kg  |  |
| 12 | Russia (bandiera)                          | C     | Pavel Podkol'zin         | 1985 | 224 cm | 130 kg |  |
| 13 | Italia (bandiera)                          | AC    | Christian Di Giuliomaria | 1979 | 209 cm | 108 kg |  |
| 14 | Italia (bandiera)                          | C     | Cristiano Zanus Fortes   | 1971 | 206 cm | 112 kg |  |
| 17 | Argentina (bandiera) · Italia (bandiera)   | C     | Diego Osella             | 1969 | 207 cm | 110 kg |  |
| 18 | Stati Uniti (bandiera)                     | C     | Shawnelle Scott          | 1972 | 210 cm | 113 kg |  |
| 18 | Italia (bandiera)                          | A     | Alessandro De Pol        | 1972 | 204 cm | 107 kg |  |
| 19 | Italia (bandiera)                          | P     | Federico Bolzonella      | 1984 | 183 cm | 74 kg  |  |
| 20 | Argentina (bandiera) · Italia (bandiera)   | AP    | Federico Marín           | 1982 | 199 cm | 90 kg  |  |

| Allenatore                                                                                |
| - Gregor Beugnot (fino al 24 marzo) - Edoardo Rusconi (dal 25 marzo)                      |
| Assistente/i                                                                              |
| - Edoardo Rusconi (fino al 25 marzo) Legenda - (C) Capitano - (IN) Inattivo - Infortunato |

## Mercato

### Sessione estiva
| Acquisti | Acquisti         | Acquisti           | Acquisti      | Acquisti |
| R.a      | Nome             | da                 | Modalità      |          |
| -------- | ---------------- | ------------------ | ------------- | -------- |
| P        | Saša Knežević    | Traiskirchen Lions | fine prestito |          |
| C        | Diego Osella     | Estud. Olavarría   | definitivo    |          |
| G        | Andrea Meneghin  | Fortitudo Bologna  | definitivo    |          |
| GA       | Boris Gorenc     | Mens Sana Siena    | definitivo    |          |
| PG       | Rusty LaRue      | Utah Jazz          | definitivo    |          |
| C        | Shawnelle Scott  | Denver Nuggets     | definitivo    |          |
| P        | Ryan McCormack   | Norrk. Dolphins    | definitivo    |          |
| AP       | Federico Marín   | Estud. Olavarría   | definitivo    |          |
| AG       | Marco Allegretti | C.S. Borgomanero   | fine prestito |          |

| Cessioni | Cessioni           | Cessioni           | Cessioni       | Cessioni |
| R.       | Nome               | a                  | Modalità       |          |
| -------- | ------------------ | ------------------ | -------------- | -------- |
| G        | Giorgio Borghi     |                    | fine contratto |          |
| C        | Karim Shabazz      | Orlandina          | fine contratto |          |
| P        | Gianmarco Pozzecco | Fortitudo Bologna  | fine contratto |          |
| GA       | Derrek Hamilton    | Dinamo Mosca       | fine contratto |          |
| AP       | Schin Kerr         | Shandong Fl. Bulls | fine contratto |          |
| C        | Davor Pejčinović   | Pau-Orthez         | fine contratto |          |
| P        | Vladimir Krstić    | Lietuvos rytas     | fine contratto |          |
| G        | Miles Simon        | Dakota Wizards     | fine contratto |          |
| PG       | Alessandro Davolio | Novellara          | fine contratto |          |
| C        | Francesco Conti    | Castelletto Ticino | fine contratto |          |

### Dopo l'inizio della stagione
| Acquisti | Acquisti          | Acquisti     | Acquisti      | Acquisti   |
| R.       | Nome              | da           | Data          | Modalità   |
| -------- | ----------------- | ------------ | ------------- | ---------- |
| A        | Alessandro De Pol | Gran Canaria | febbraio 2003 | definitivo |

| Cessioni | Cessioni        | Cessioni   | Cessioni         | Cessioni    |
| R.       | Nome            | a          | Data             | Modalità    |
| -------- | --------------- | ---------- | ---------------- | ----------- |
| C        | Shawnelle Scott | Free agent | 28 febbraio 2003 | rescissione |